# Thrymr (satèl·lit)
Thrymr o Saturn XXX és un satèl·lit irregular retrògrad de Saturn. Fou descobert per l'equip de Brett Gladman i John J. Kavelaars i d'altres l'any 2000 i rebé la designació provisional de S/2000 S 7.

## Característiques
Thrymr té un diàmetre d'uns 5,6 quilòmetres i orbita Saturn a una distància mitjana de 19,941 milions de km en 1.094 dies, amb una inclinació de 175° a l'eclíptica (159° a l'equador de Saturn), amb una excentricitat de 0,471.
Es postula que Thrymr, com Mundilfari i Skadi es podria haver format a partir de les runes expulsades de Febe per grans impactes en el passat de la història del sistema solar.
Thrymr forma part del grup de satèl·lits de Saturn conegut com a grup nòrdic, un grup de satèl·lits amb característiques similars.

## Denominació
El seu nom prové de la mitologia nòrdica, en la qual Thrymr és una gegant que robà el Mjöllnir a Thor. En un primer moment la IAUC li donà el nom Thrym que posteriorment modificà a l'actual Thrymr, afegint a l'arrel la -r del cas nominatiu. Prèviament havia rebut la designació provisional S/2000 S 7